# Gennadi Volnov
Gennadi Volnov (en rus: Геннадий Вольнов) (Moscou, Unió Soviètica 1939 - Konakovo, Rússia 2008) fou un jugador de bàsquet rus, guanyador de quatre medalles olímpiques.

## Biografia
Va néixer el 28 de novembre de 1939 a la ciutat de Moscou, capital en aquells moments de la República Socialista Federada Soviètica de Rússia (Unió Soviètica) i avui dia capital de la Federació Russa.
Va morir el 15 de juliol de 2008 a la seva residència de Konakovo, població situada a l'óblast de Tver.

## Carrera esportiva

### A nivell de clubs
L'any 1958 entrà a formar part del CSKA Moscou, club que no abandonà fins a la seva retirada de la competició activa l'any 1970. Amb aquest club aconseguí:
- Copa d'Europa de bàsquet (3): 1961, 1963 i 1969
- Lliga de l'URSS (10): entre 1960 i 1970

### Amb la selecció nacional
Va participar, als 20 anys, en els Jocs Olímpics d'Estiu de 1960 realitzats a Roma (Itàlia), on va aconseguir guanyar la medalla de plata en la prova masculina de bàsquet amb la selecció de bàsquet de la Unió Soviètica, un metall que aconseguí revalidar en els Jocs Olímpics d'Estiu de 1964 realitzats a Tòquio (Japó), al perdre la final davant la selecció dels Estats Units. En els Jocs Olímpics d'Estiu de 1968 celebrats a Ciutat de Mèxic (Mèxic) va aconseguir la medalla de bronze i, finalment, en els Jocs Olímpics d'Estiu de 1972 realitzats a Múnic (Alemanya Occidental) va aconseguir la medalla d'or al derrotar a la final la selecció nord-americana.
Al llarg de la seva carrera ha guanyat dues medalles en el Campionat del Món de bàsquet masculí, una d'elles d'or, i sis medalles en el Campionat d'Europa, totes elles d'or.